# Diplolepis menziesii
Diplolepis menziesii är en oleanderväxtart som beskrevs av Schult.. Diplolepis menziesii ingår i släktet Diplolepis och familjen oleanderväxter. Inga underarter finns listade i Catalogue of Life.